# Lepanus occidentalis
Lepanus occidentalis là một loài bọ cánh cứng trong họ Bọ hung (Scarabaeidae).